# Deer gun
Le Deer gun est un pistolet à un coup. Cette arme fut développée par la CIA dans l'esprit du Liberator. Elle était destinée à être utilisée par les partisans sud-vietnamiens contre l'armée nord-vietnamienne dans le cadre d'opérations de guérilla.

## Présentation
Le deer gun était fabriqué en partie en aluminium, la chambre unique étant disposée sur le haut de l'arme. Le percuteur, très dégagé, était bloqué par une pièce de plastique prévenant la mise à feu accidentelle, l'arme ne comportant pas de cran de sûreté. La crosse creuse permettait le stockage de trois cartouches de 9 × 19 mm Parabellum ainsi que de la tige permettant l'extraction des étuis usagés. Le deer gun ne présentait aucune marque d'identification de fabricant ou d'utilisateur, afin de prévenir toute traçabilité de l'arme. L'arme était conditionnée dans une boîte en polystyrène expansé sans identification contenant également son mode d'emploi, réalisé sous forme de bande dessinée, ainsi que 3 cartouches de 9 × 19 mm.
Une rainure disposée sur le dessus de l'arme était destinée à la visée, la queue de détente était en aluminium et n'était pas protégée par un pontet, le chargement/déchargement de l'arme s'opérait en dévissant le canon.

## Utilisation
Le chargement de l'arme s'opérait en dévissant le canon puis en plaçant une cartouche dans la chambre, le percuteur était armé en le tirant vers l'arrière, puis bloqué à l'aide d'une pièce en plastique afin d'empêcher toute percussion accidentelle. Le canon pouvait alors être revissé sur le corps de l'arme.
Pour faire feu, l'utilisateur devait retirer la pièce de plastique, qui pouvait alors faire office de cran de mire en la plaçant sur le canon, puis presser la détente.
L'utilisateur était alors supposé pouvoir récupérer l'armement et le matériel de sa victime avant de fuir.
Le rechargement s'effectuait par dévissage du canon, extraction de l'étui à l'aide de la tige d'éjection avant un éventuel rechargement.

## Historique
Une première production de 1 000 unités fut réalisée en 1964, avec un coût prévisionnel unitaire de 3,95 $. L'arme ne fut que très peu distribuée, le scénario de guerre clandestine initialement prévu ne s'étant pas réalisé. Il semblerait que quelques modèles aient été évalués au Sud-Vietnam, la majorité de la production aurait été détruite. Il en persisterait néanmoins quelques modèles sur le marché de la collection.